# Mysločovice
Mysločovice är en ort i Tjeckien.   Den ligger i regionen Zlín, i den östra delen av landet, 250 km öster om huvudstaden Prag. Mysločovice ligger 216 meter över havet och antalet invånare är 582.
Terrängen runt Mysločovice är platt åt nordväst, men åt sydost är den kuperad. Runt Mysločovice är det tätbefolkat, med 659 invånare per kvadratkilometer. Närmaste större samhälle är Zlín, 8,3 km öster om Mysločovice. Trakten runt Mysločovice består till största delen av jordbruksmark.